# ماتريس
ماتريس (بالإيطالية: Matrice)‏ هي كومونا في مقاطعة كمبباسة في منطقة مليزة الإيطالية، وتقع على بعد 7 كيلومتر (4 ميل) شمال شرق كمبباسة.